# Zeidelweide und Pfaffenloh
Zeidelweide und Pfaffenloh ist ein Naturschutzgebiet (NSG) im Gebiet von Adorf/Vogtl. im Vogtlandkreis im Südwesten von Sachsen.

## Lage
Das Naturschutzgebiet befindet sich zwischen Bad Elster und Adorf, etwa 1 km von der westlich verlaufenden Grenze zu Tschechien entfernt. Es besteht aus drei voneinander getrennt liegenden Flächen: dem oberen Teil des Zeidelweidebachtales mit zwei Nebentälern und den nördlich davon liegenden Teilflächen „Pfaffenloh“ und „Wiese am Schlossweg“.
Die Quelle des Zeidelweidebachs liegt unweit der Grenze zu Tschechien zwischen Arnsgrün und Bärenloh wenig östlich des Alten Schlosses Schönfeld genannten Bodendenkmals. Der Bach verläuft in Richtung Osten und mündet nach ca. 2,2 km in der Nähe der Bundesstraße 92 in die Weiße Elster.

## Bedeutung
Eine Teilfläche stand seit 1940 unter Landschaftsschutz und ist als Naturschutzgebiet „Zeidelweide“ im Jahr 1987 deklariert worden. Das nun 33 Hektar große Gebiet mit der NSG-Kennung C 56 ist seit 2007 wegen der Artenvielfalt in Fauna und Flora als Naturschutzgebiet ausgewiesen. So kamen im Jahr 1991 hier 60 auf der Roten Liste Sachsens genannte Pflanzenarten, auch sechs Orchideenarten vor. Bemerkenswert ist das damalige Vorkommen von 364 Schmetterlings- und 11 Libellenarten.
Die sich im Bachtal entlang ziehende Teilfläche des Naturschutzgebietes ist auf Wegen für Besucher zugänglich.

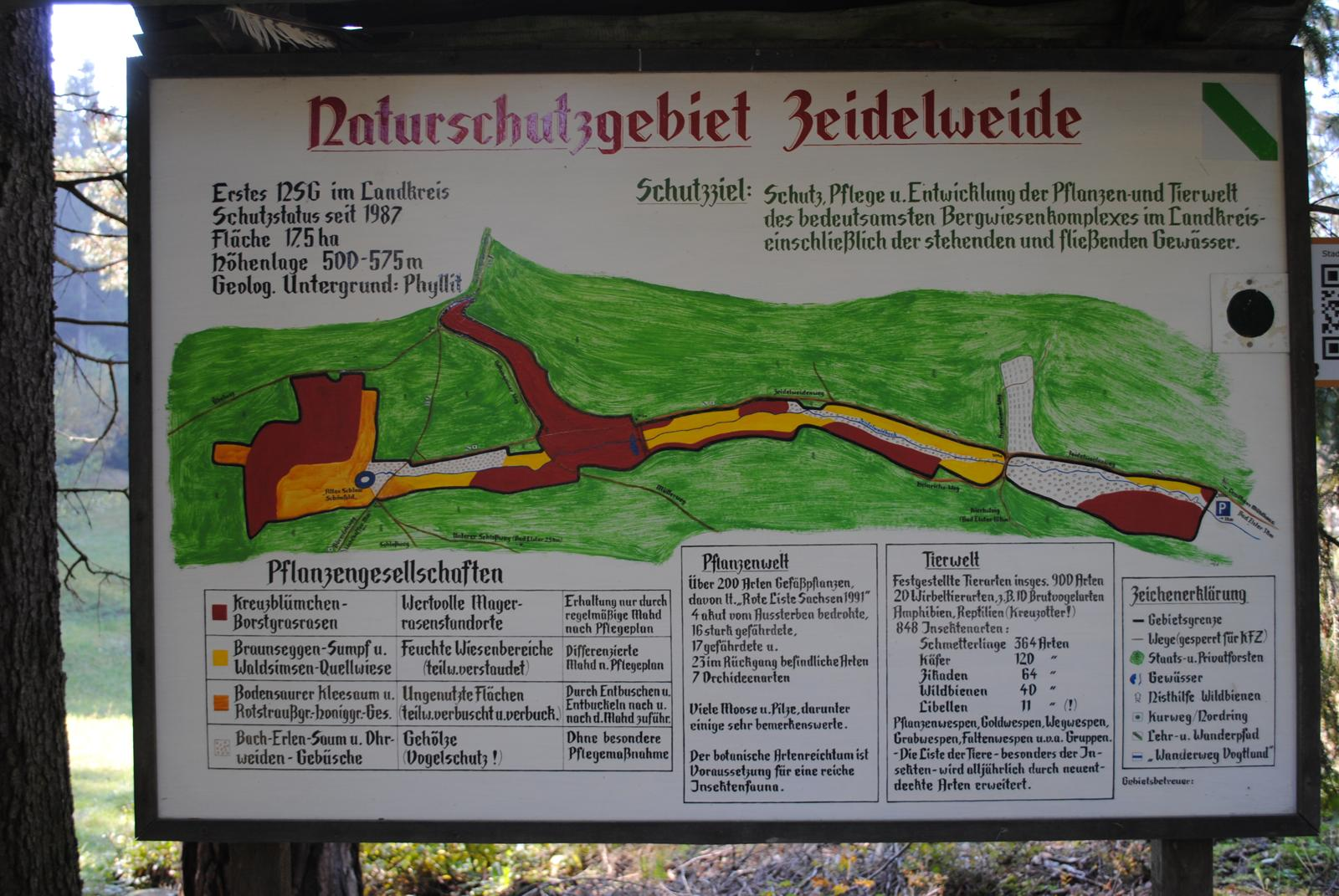
Infotafel zum alten NSG Zeidelweide
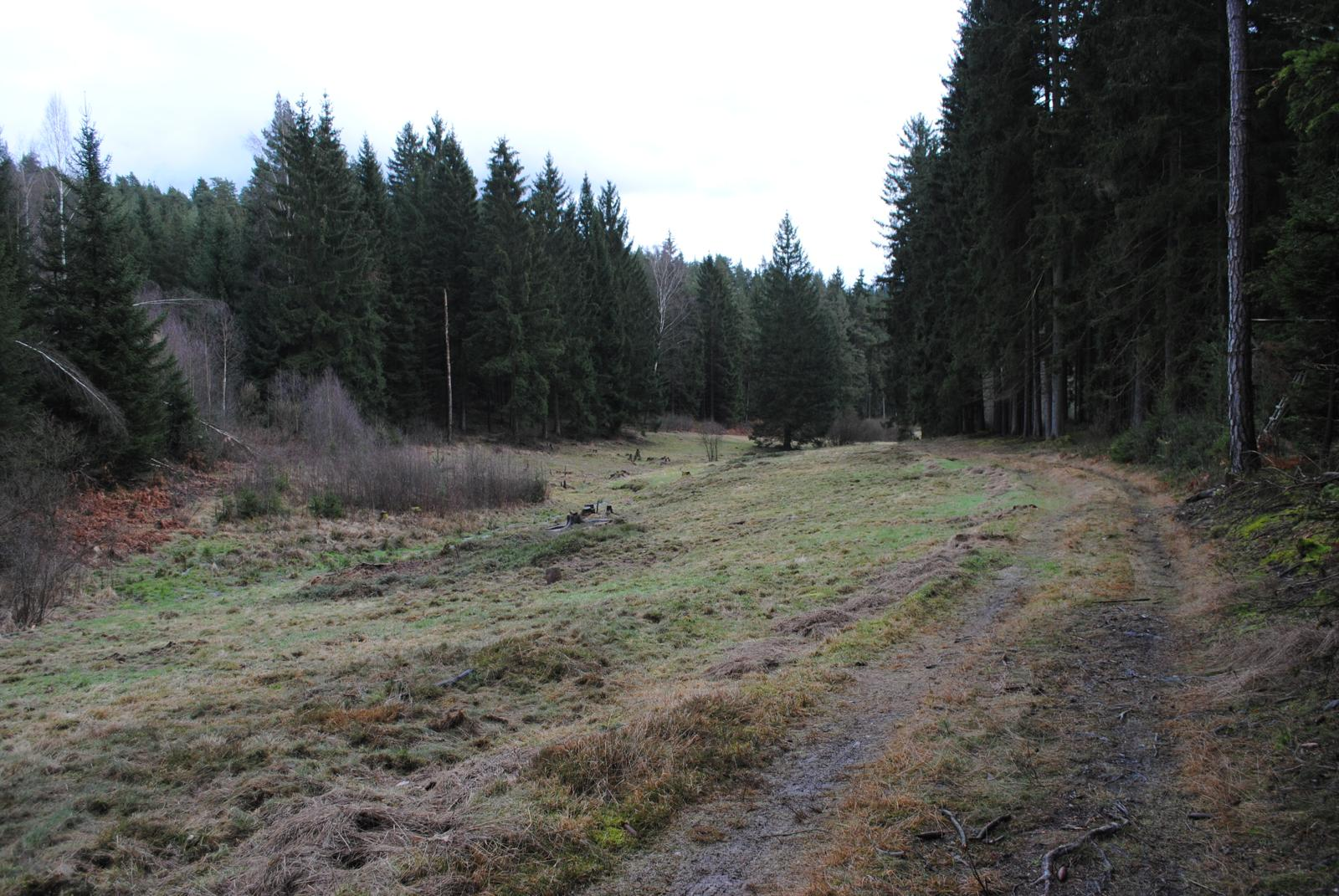
Waldweg im oberen Teil des Zeidelweidetals
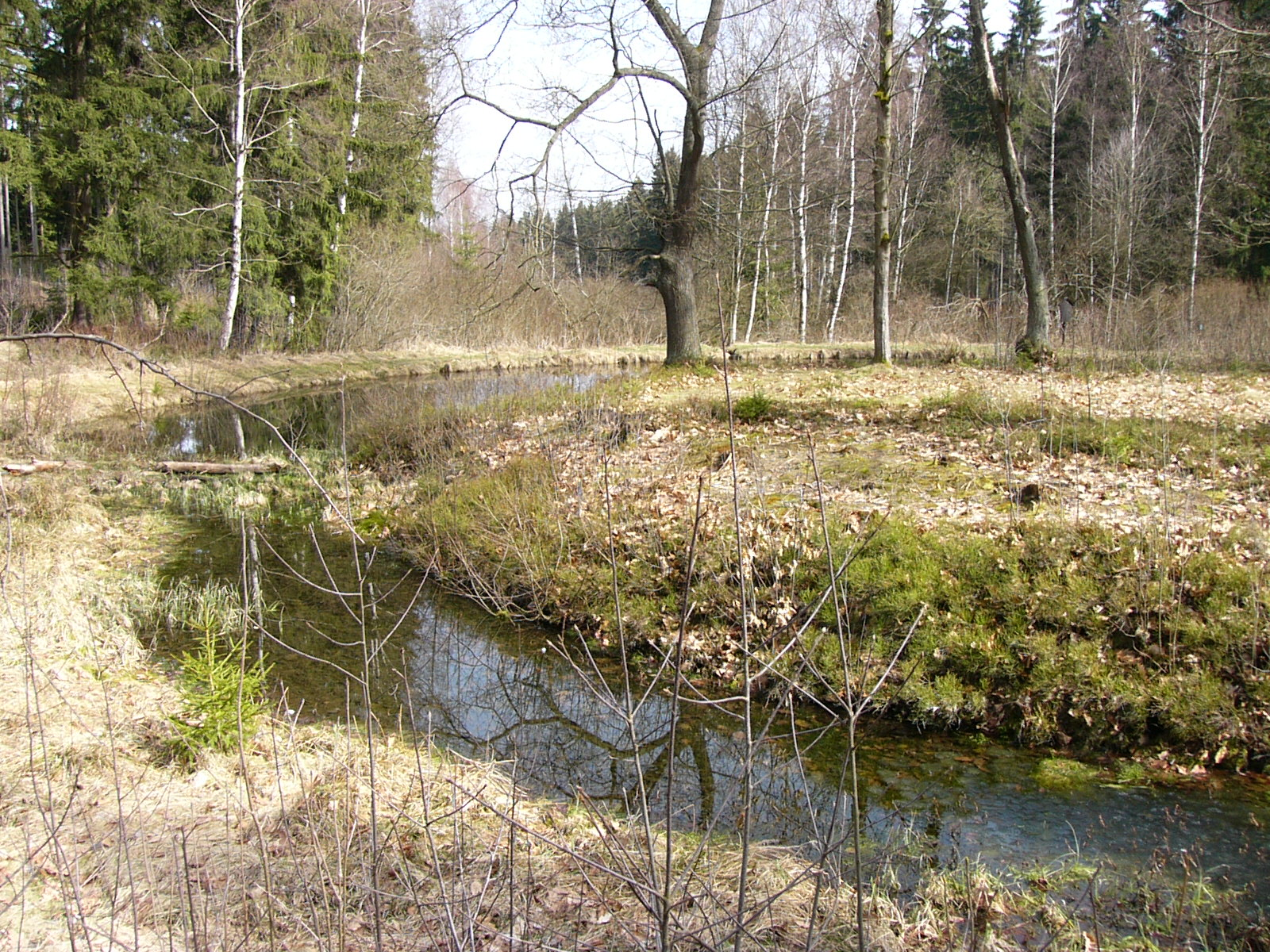
Ringwallanlage Elster („Altes Schloss“) im NSG
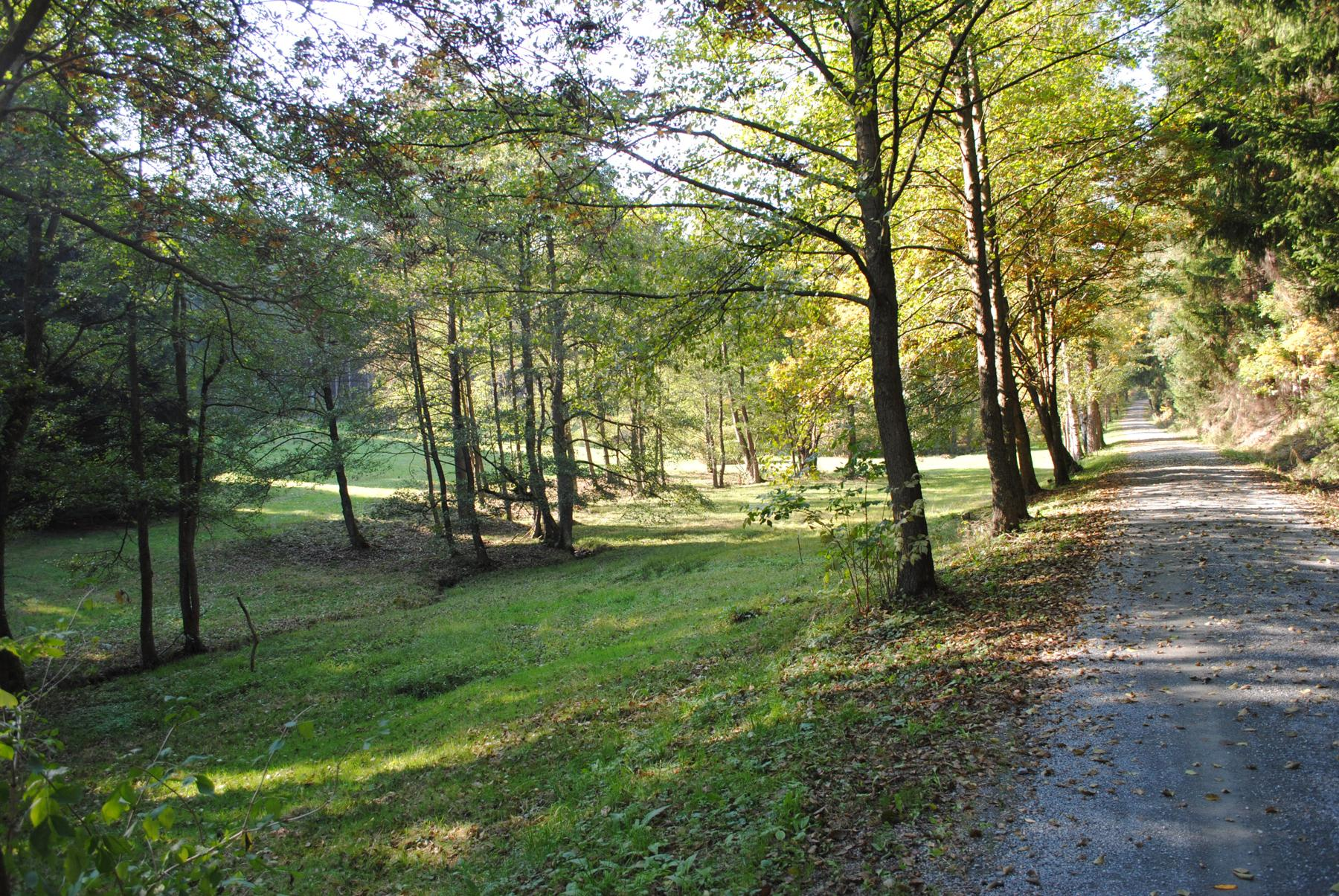
Befestiger Weg im unteren Teil des Zeidelweidetals